# Bérénice Cleyet-Merle
Bérénice Cleyet-Merle, född 24 oktober 1994 i Vienne, är en fransk friidrottare som tävlar i medeldistanslöpning.

## Karriär
I februari 2022 vid en tävling i Boston noterade Cleyet-Merle ett nytt franskt rekord på en engelsk mil på tiden 4.31,99. Vid franska inomhusmästerskapen 2023 tog hon guld på 1 500 meter efter ett lopp på tiden 4.15,41. 
I juli 2023 vid Herculis i Monaco förbättrade Cleyet-Merle det franska rekordet på en engelsk mil till tiden 4.26,06. I december 2023 tog hon guld tillsammans med Alexis Miellet, Antoine Senard och Sarah Madeleine i mixstafetten vid EM i terränglöpning i Bryssel.

## Tävlingar

### Internationella
| År                     | Tävling                               | Plats                  | Placering              | Gren                   | Tid                    |
| Tävlande för Frankrike | Tävlande för Frankrike                | Tävlande för Frankrike | Tävlande för Frankrike | Tävlande för Frankrike | Tävlande för Frankrike |
| ---------------------- | ------------------------------------- | ---------------------- | ---------------------- | ---------------------- | ---------------------- |
| 2022                   | Medelhavsspelen                       | Oran                   | 6:e                    | 1 500 meter            | 4.16,77                |
| 2023                   | Europeiska inomhusmästerskapen        | Istanbul               | 14:e (h)               | 1 500 meter            | 4.18,58                |
| 2023                   | Världsmästerskapen i landsvägslöpning | Riga                   | 7:e                    | 1 engelsk mil          | 4.34,41                |
| 2023                   | Europamästerskapen i terränglöpning   | Bryssel                | 1:a                    | Mixstafett             | 19.44                  |
| 2024                   | Europamästerskapen                    | Rom                    | –                      | 1 500 meter            | 0DNF0                  |
| 2025                   | Europeiska inomhusmästerskapen        | Apeldoorn              | 9:e                    | 1 500 meter            | 4.10,60                |

### Nationella
| År   | Tävling                     | Plats   | Placering | Gren        | Tid     |
| ---- | --------------------------- | ------- | --------- | ----------- | ------- |
| 2020 | Franska mästerskapen        | Albi    | 2:a       | 1 500 meter | 4.24,02 |
| 2021 | Franska mästerskapen        | Angers  | 3:e       | 1 500 meter | 4.11,97 |
| 2023 | Franska inomhusmästerskapen | Aubière | 1:a       | 1 500 meter | 4.15,41 |
| 2025 | Franska inomhusmästerskapen | Miramas | 2:a       | 1 500 meter | 4.12,02 |

## Personliga rekord
| Utomhus - 800 meter – 2.01,62 (Décines-Charpieu, 4 maj 2024) - 1 500 meter – 4.03,91 (Monaco, 21 juli 2023) - 1 engelsk mil – 4.26,06 (Monaco, 21 juli 2023) 0NR0 | Inomhus - 800 meter – 2.02,46 (Nantes, 25 januari 2025) - 1 500 meter – 4.06,58 (Liévin, 13 februari 2025) - 1 engelsk mil – 4.29,10 (Boston, 31 januari 2025) |